# シルエットタイプカー
シルエットタイプカー (フランス語: voiture de type silhouette、英語: silhouette-type car) は、一般乗用車の姿をした純競技用車である。

## 概要
大量生産されている乗用車のボディパネル、またはそれを模したボディカウルを競技専用に開発されたシャシに架装して、あたかも見慣れた乗用車のような外観に演出した純競技用車である。
多くは国際モータースポーツ競技規則（International Sporting Code、国際スポーツ法典）付則J項における、グループE (フリーフォーミュラ・レーシングカー群) 部門II (競技車) のSHに該当する車両が該当する。
基本的に模範元の乗用車とではシャシ構造において共通性は無いが、デザインの一部においてはベース車両のそれを維持させる規則もある。
アメリカ合衆国においてストックカーレースと呼ばれる、オーバルトラックという特殊な環境で行われていたツーリングカーレースが、高速化に伴い乗用車のシャシでは安全性を確保できなくなったことで、1967年から採り入れられた様式である。
ベースとなる市販車の有利不利が出ず、開発コストや参入障壁が下がるという特徴がある。そのため、2000年代以降世界中の多くのツーリングカーレースで導入された。ただしこうした風潮には、市販車との関連性を重視するレースファンたちからの反対意見も時々見られる。
エクストリームEは電気自動車のワンメイクレースであるが、外見のみカスタマイズが可能であり、自動車メーカー系のチームは市販車と類似した外観とし宣伝に活用している。

## 代表的なシルエットタイプカー
- ストックカー（NASCAR、ストックカー・ブラジルなど）
- プロストック（NHRA）
- クラス1（SUPER GT・GT500クラス、DTM）
- マザーシャシー（SUPER GT・GT300クラス）
- カー・オブ・ザ・フューチャー（スーパーカーズ選手権）
- スーパーTC2000（TC2000アルゼンチン選手権）
- ラリー1（WRC）

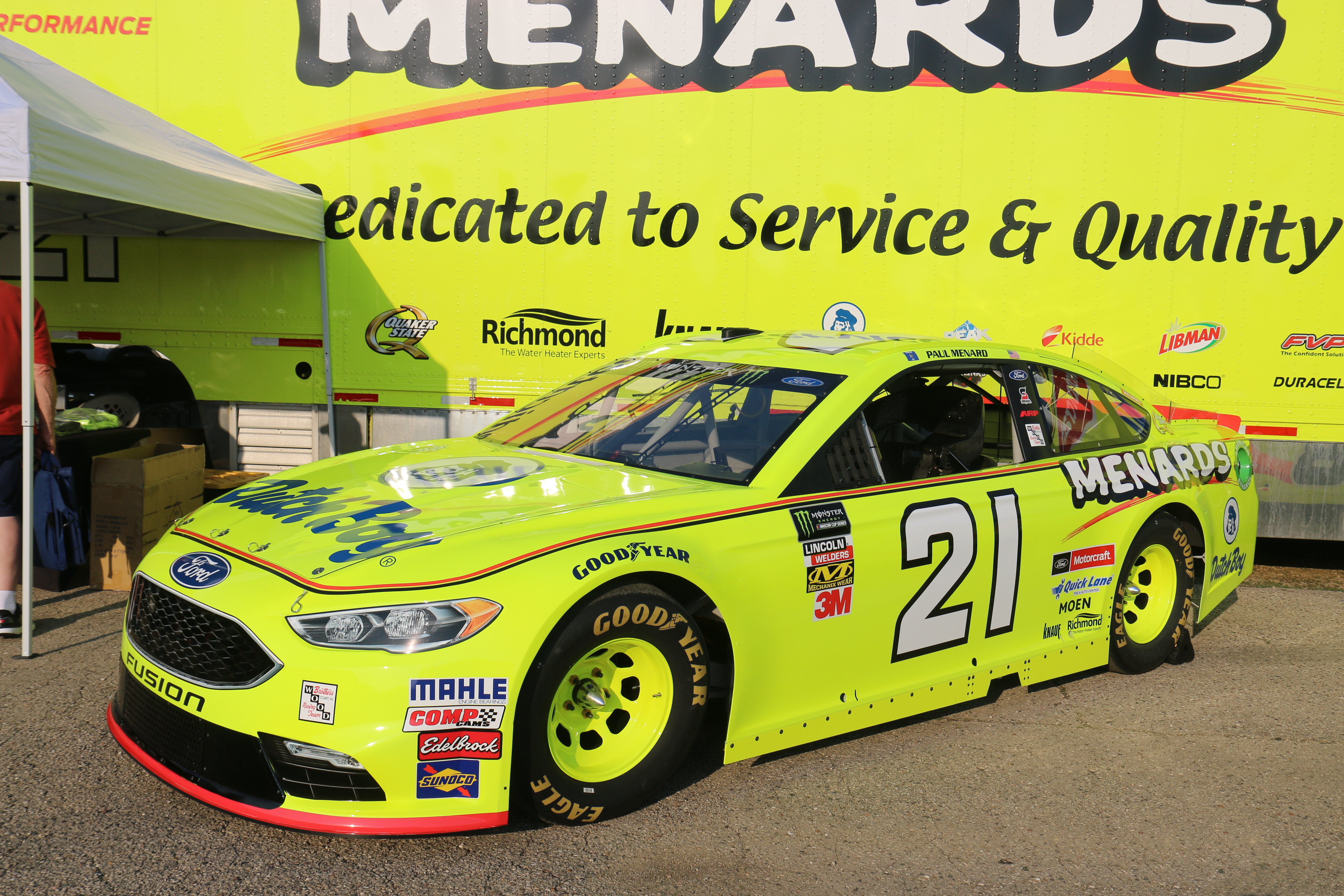
フォード・フュージョン (NASCAR)
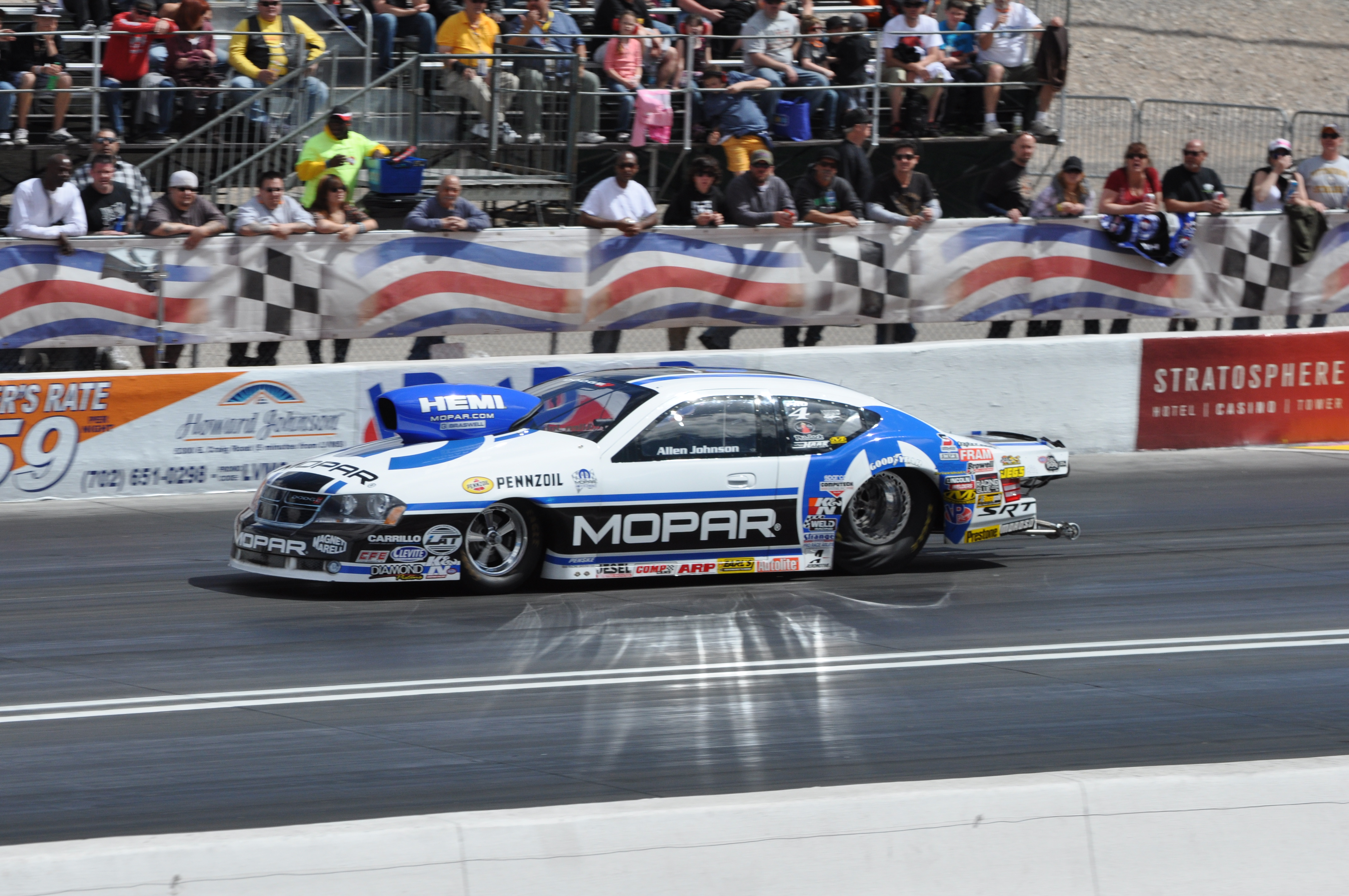
ダッジ・アヴェンジャー (NHRA)
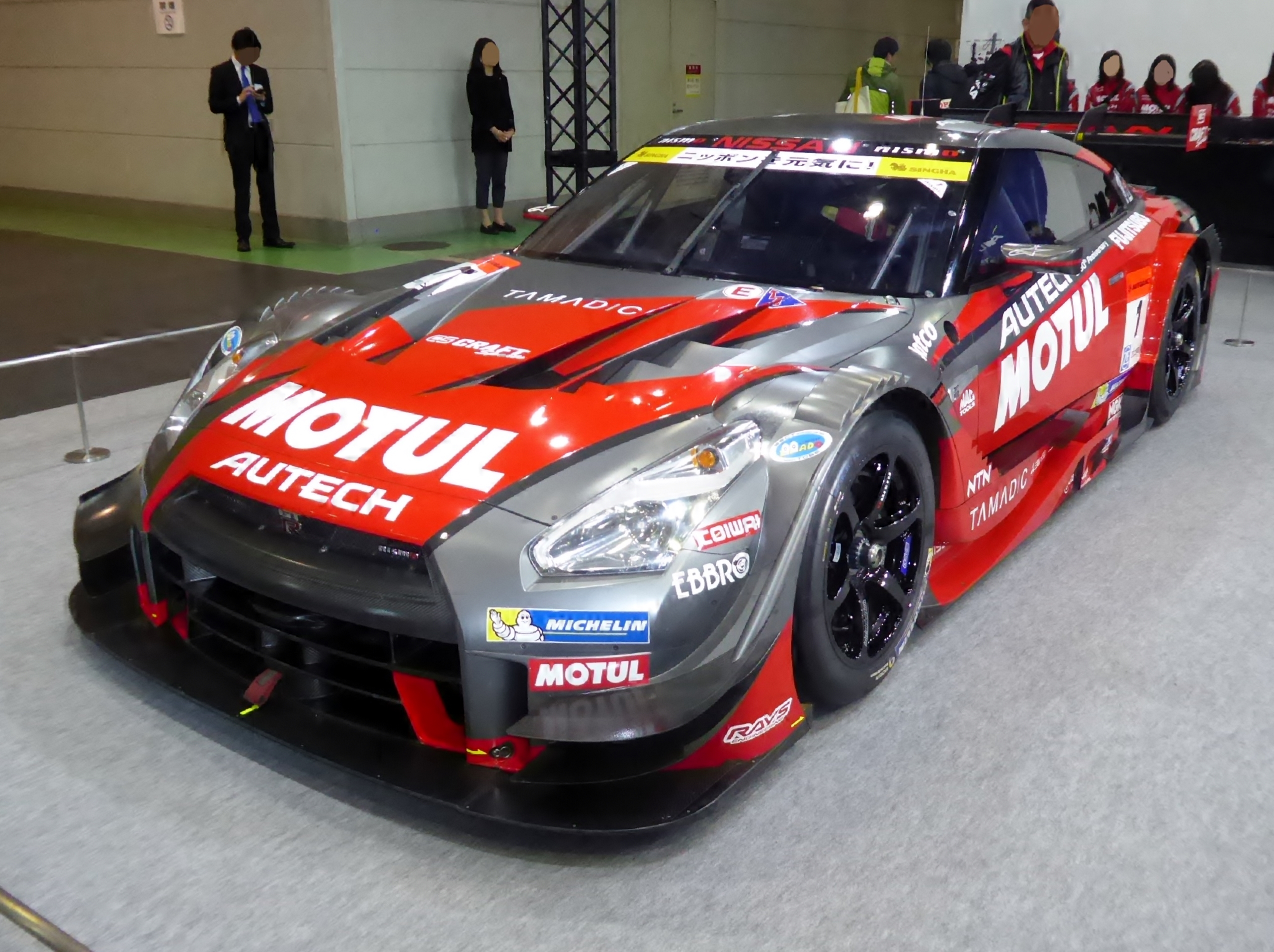
日産・GT-R (SUPER GT)
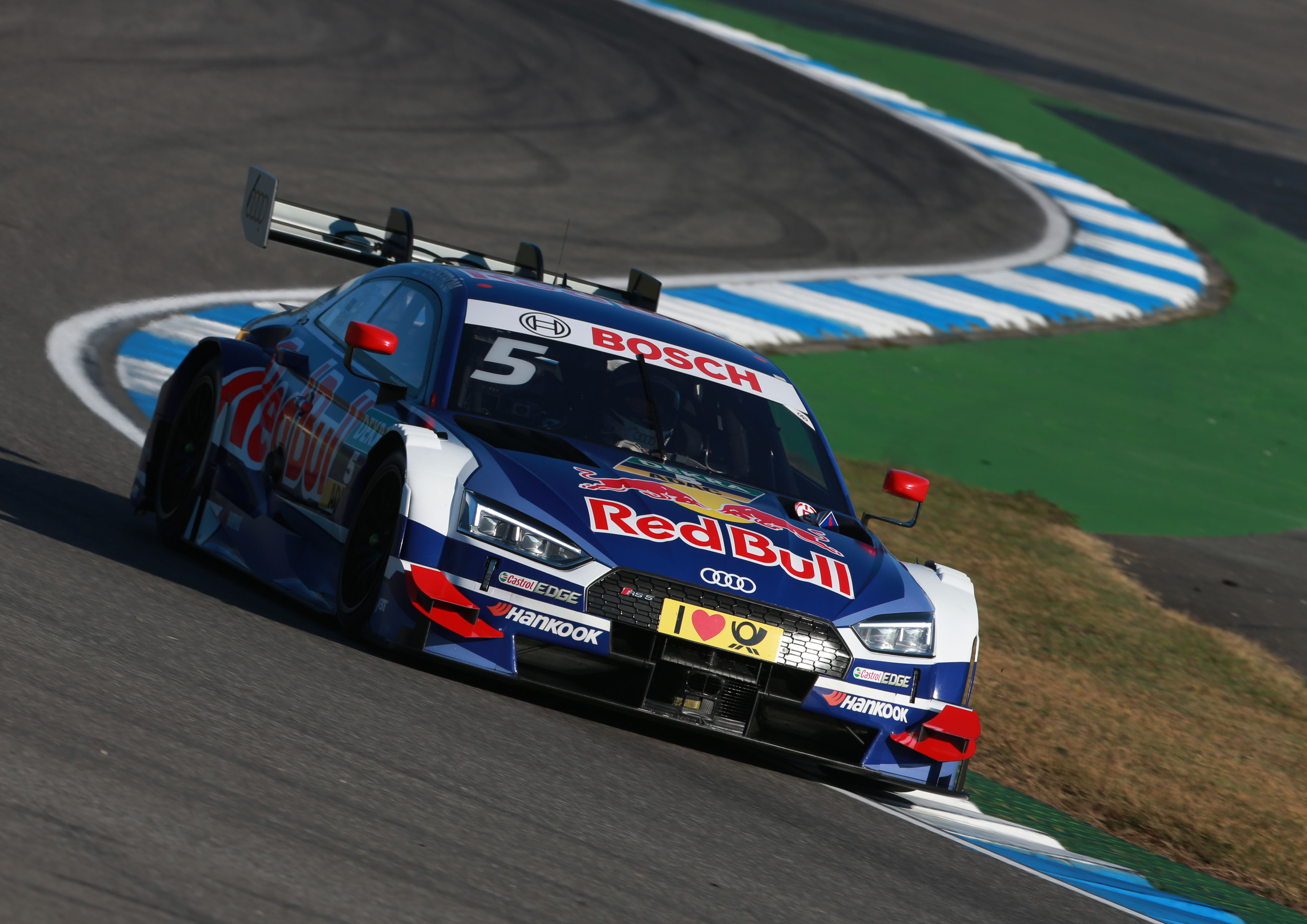
アウディ・RS5 (DTM)